# Гигантские оленьи хомячки
Гигантские оленьи хомячки (Megadontomys) — это род хомячков из подсемейства неотомовых хомяков (Neotominae), обитающих в Центральной Америке. Известны три вида.
Эти грызуны достигают общей длины от 30 до 35 сантиметров, из которых от 15 до 19 сантиметров приходится на хвост. Их вес от 60 до 110 г. Шерсть спины  желто-коричневая или темно-коричневая, брюшко и стопы белые.
Гигантские оленьи хомячки обитают в центральной и южной Мексике. Их места обитания — это влажные леса на высоте до 3500 метров. Они ведут наземный образ жизни и прокладывают тропы для удобства передвижения. В случае опасности они могут залезать на деревья. Их рацион состоит, в основном, из семян, ягод и фруктов. Представители этого рода не впадают в спячку. Самка за год приносит несколько помётов. Размер выводка варьирует у разных видов, и составляет от двух до трёх детенышей.
Выделяют три вида:
- Megadontomys cryophilus обитает в высокогорьях северной Оахаки.
- Megadontomys nelsoni распространён от Идальго до Веракруса.
- Хомячок Томаса (Megadontomys thomasi)[2] обитает в горных районах в Герреро.

Они близки к белоногим или оленьим хомячкам  (Peromyscus) и иногда их включают в этот род. Основные отличия заключаются в строении glans penis.